# Kitana
La principessa Kitana è un personaggio apparso per la prima volta nel videogioco Mortal Kombat II.

## Storia
Kitana è la figlia dei sovrani di Edenia, la regina Sindel e il re Jerrod. Occupato dalle truppe di Shao Kahn, il bellissimo e incantevole regno di Edenia viene fuso con l'oscuro e terrificante Regno Esterno (Outworld). Jerrod viene ucciso e Shao Kahn prende Sindel come sua sposa e, su implorazione di quest'ultima, adotta Kitana come sua figlia addestrandola all'arte dell'assassinio. Sindel in seguito decide di suicidarsi per sfuggire a una vita sottomessa a Shao Kahn.
In Mortal Kombat II, Kitana è inizialmente presentata come nemica della Terra (Earthrealm) in quanto al servizio di Shao Kahn, probabilmente sotto controllo mentale, insieme a sua sorella gemella, Mileena. Durante il torneo viene vista parlare con un guerriero della Terra, Liu Kang, cosa che provoca sospetti in Mileena; tuttavia, durante gli anni passati come assassina, Kitana è venuta a conoscenza di molti segreti, specialmente riguardo al suo vero passato. Ha vissuto circa 10.000 anni prima di scoprire che Mileena non è sua sorella gemella ma un clone creato da Shang Tsung per poter controllare i suoi movimenti ed eventualmente ucciderla se si fosse rivoltata contro Shao Kahn, ma Kitana uccide Mileena prima del previsto.
Successivamente, in Mortal Kombat 3, Shao Kahn fa resuscitare Sindel sulla Terra per avere una ragione giustificata per invaderla, ovvero recuperare la sua consorte. Kitana viene accusata di tradimento dalla Corte Suprema del Regno Esterno, proprio per aver ucciso Mileena. Shao Kahn prepara dunque un gruppo di guerrieri per catturare la figlia e riportarla indietro viva. Così Kitana fugge dalle malvagie grinfie di Shao Kahn rifugiandosi nelle sconosciute zone della Terra dove riesce a sopravvivere ad un attentato mortale di Reptile, alleatosi con la sua amica e compagna d'infanzia, Jade, la quale però lo tradisce per sostenere l'amica. Con l'aiuto dei guerrieri terrestri, Kitana raggiunge Sindel e riesce a informarla del suo vero passato, liberandola dall'influenza di Shao Kahn. Sconfitto Shao Kahn, sia la Terra che Edenia, tornano ad essere quello che erano un tempo.
Successivamente, dal Regno Occulto (Netherrealm) Shinnok, l'antico dio esiliato riemerge per occupare Edenia e la Terra, e attacca il regno edeniano dopo essersi presentato sotto mentite spoglie al castello di Sindel insieme allo stregone Quan Chi, grazie alla complicità dell'edeniana Tanya. Tramite un portale, il regno di Edenia viene quindi trasportato nel Netherrealm e sia Sindel, sia la figlia Kitana, vengono imprigionate. Kitana è quindi assente nella versione originale di Mortal Kombat 4, ma compare nell'edizione speciale Mortal Kombat Gold, dove elude le rimanenti guardie di Shinnok affiancando i terrestri nella battaglia. Scopre così che anche Mileena ha preso parte alla battaglia, come aveva già fatto ai tempi di Shao Kahn, affiancando Shinnok. Mileena, desiderosa di vendicare la propria morte, affronta Kitana nella sala del trono ma infine cade in un baratro. Sconfitto anche Shinnok, Edenia ritorna ad essere libera e, poiché Kahn era stato indebolito, ne approfitta per mandare un attacco a ciò che rimane delle truppe dell'Imperatore Oscuro. Si allea dunque con Goro, poi ucciso a tradimento da Noob Saibot durante la guerra. In seguito offre a Liu Kang di diventare suo sposo e governare Edenia ma il monaco rifiuta, per adempiere al suo dovere di protettore della Terra.
In Mortal Kombat: Deadly Alliance, la notizia della morte di Shao Kahn e Liu Kang da parte dell'Alleanza Mortale composta da Shang Tsung e Quan Chi, raggiunge Edenia; Kitana decide quindi di unirsi al gruppo di guerrieri terrestri guidati da Raiden, per vendicare la morte dell'amato. All'inizio di Mortal Kombat: Deception si scopre però che Kitana è tra i guerrieri uccisi dall'Alleanza Mortale e successivamente viene riportata in vita da Onaga che fa di lei la sua guardia del corpo. Nel finale di Ermac, quest'ultimo incontra lo spirito di Liu Kang, e lo aiuta a liberare i suoi amici dall'influenza di Onaga tra cui Kitana, che può rivedere il suo amato; nel finale di Sindel invece, Kitana viene liberata da sua madre e da Jade. Kitana riappare nel conclusivo Mortal Kombat Armageddon dove, nel corso del suo finale, sconfigge Blaze formando una squadra tutta al femminile composta da lei, Jade, Sindel, Sonya Blade e Li Mei. Il gruppo sconfigge tutti i malvagi confinandoli per sempre nel Regno Occulto.
Ricompare inoltre nel videogioco crossover Mortal Kombat vs DC Universe.
In Mortal Kombat (2011), nella linea temporale alterata da Raiden, Kitana appare già nel primo torneo insieme a Jade, come assassina e guardia del corpo personale di Shang Tsung. Dopo aver subito una prima sconfitta da parte di Sonya, intuendo il pericolo rappresentato da Liu Kang, cerca di ucciderlo ma viene sconfitta. Chiede quindi al guerriero di ucciderla in quanto, perdendo lo scontro, ha disonorato l'imperatore Shao Kahn, suo padre. Liu Kang la risparmia, conquistando le attenzioni della principessa. Durante il secondo torneo nel Regno Esterno, dopo aver tentato di uccidere Smoke, su ordine di Shoa Kahn, inizia a nutrire dei dubbi nei confronti di suo padre; comprendendo la sua insicurezza, Raiden la avvicina insieme a Smoke e Johnny Cage ma Kitana sconfigge entrambi. Il Dio del Tuono però la invita a cercare risposte nelle Fosse di Carne di Shang Tsung, dove le era stato proibito l'accesso, nonostante Jade tenti di impedirglielo. Qui scopre molte vasche contenenti cloni di se stessa, creati incrociando il sangue Tarkatan con il suo. Una di questi cloni, Mileena, si presenta come sua sorella e l'attacca. Dopo averla sconfitta ed aver catturato Shang Tsung, si reca da suo padre per denunciarne i crimini. Ma l'imperatore, per nulla sorpreso, rivela le sue intenzioni: eliminare Kitana e sostituirla con il clone in modo da avere una "vera" figlia. Kitana infatti è una figlia adottiva, acquisita sposando la precedente regina Sindel dopo averne eliminato lo sposo, Jerod. Grazie a Kitana, ha potuto avere pretese sul trono di Edenia ma con Mileena, clone della figliastra, Kitana non serve più e quindi la condanna a morte per tradimento. Jade, sentendosi in colpa tenta di liberarla e chiede aiuto a Raiden, il quale manda Liu Kang e Kung Lao nella torre in cui era prigioniera; Kitana però è stata trasferita nell'arena per la pubblica esecuzione ma viene salvata dopo l'apparente morte di Shao Kahn per mano di Liu Kang. Kitana troverà la morte durante l'invasione del regno della terra: schieratasi con Raiden e i terrestri, verrà uccisa dalla sua rediviva madre Sindel. La sua anima finirà poi nel Regno Occulto, dove Quan Chi la trasformerà in un revenant al suo servizio e sarà una degli avversari finali di Raiden.
Nel suo finale, Kitana sconfigge Shao Khan riprendendosi il trono. Pur avendo scoperto la verità su Mileena, ha pietà di lei e le offre un posto all'interno della famiglia reale di Edenia. Successivamente, insieme alla sorella e all'amica Jade, Kitana forma una squadra atta a difendere la pace e la giustizia nei reami.
In Mortal Kombat X, Kitana è uno dei revenant al servizio di Quan Chi e Shinnok e ha un ruolo più marginale. Compare solo a partire dal capitolo 8 in cui è uno dei revenant che viene sconfitto da Jax, mentre quest'ultimo tenta di catturare Quan Chi. Dopo la morte di Quan Chi, Kitana e gli altri revenant continuano a servire Shinnok, accompagnandolo al Tempio Celeste di Raiden; qui Kitana viene sconfitta da Cassie Cage, nel capitolo 12. Nell'epilogo, dopo la morte di Shinnok, lei e Liu Kang sono i nuovi sovrani del Regno Occulto, a cui Raiden, ora corrotto dalla magia oscura e più spietato che mai, fa visita per metterli in guardia nel caso tentino di attaccare la Terra. Nel suo finale arcade la si vede attraversare le strade di Edenia di cui è la regina; ma ciò si rivela essere solo un sogno che alimenta il suo odio profondo per Raiden.
All'inizio di Mortal Kombat 11, Raiden decide di attaccare preventivamente il palazzo di Liu Kang e Kitana nel Regno Occulto con l'appoggio delle Forze Speciali; in questa occasione Kitana viene nuovamente sconfitta da Cassie Cage. Il palazzo viene distrutto in seguito al sacrificio di Sonya, ma viene poi ricostruito da Kronika, la titanide del tempo e madre di Shinnok, che convince i revenant ad aiutarla nel suo piano di creare una Nuova Era, dove Raiden non esisterà. Per raccogliere nuovi alleati Kronika crea una collisione temporale che porta nel presente molti guerrieri del Torneo del Regno Esterno tra cui le versioni del passato di Kitana, Liu Kang, Kung Lao, Jade e Raiden che si alleano con i guerrieri della terra. Kitana in particolare rimane nel Regno Esterno per contrastare lo Shao Kahn del passato. Il nuovo imperatore, Kotal Kahn, la invia a chiedere aiuto a Sheeva, regina degli Shokan, che però preferisce restare neutrale, soprattutto quando Liu Kang e Kung Lao portano la notizia della cattura di Kotal. Nel capitolo 7, Kitana si reca insieme ai due monaci nel campo dei Tarkatan, per salvare Jade; dopo aver sconfitto Skarlet e Baraka, Kitana convince quest'ultimo e Sheeva ad aiutarla a deporre Shao Kahn e marcia contro l'imperatore con il suo esercito nell'arena. Dopo aver sconfitto Kollector, Kitana affronta Shao Kahn e lo ferisce al volto rendendolo cieco; orgoglioso di lei, ed essendo rimasto paralizzato nello scontro, Kotal le cede il trono nominandola Kitana Kahn. Durante la battaglia finale Kitana Kahn guida l'esercito del Regno Esterno e assiste alla fusione tra Raiden e Liu Kang che trasforma quest'ultimo in un Dio. Kitana e Kung Lao accompagnano quindi Lord Liu Kang nella fortezza di Kronika, ma il potere della titanide fa riavvolgere il tempo e lascia Liu Kang ad affrontare da solo gli ultimi revenant rimasti, tra cui appunto quello di Kitana. Nel finale perfetto, Liu Kang sceglie Kitana come sua compagna per forgiare una Nuova Era; il finale canonico però vede un mortale Raiden come assistente del Dio del Fuoco.
Nell'episodio DLC Aftermath Lord Liu Kang manda indietro nel tempo Shang Tsung, Fujin e Nightwolf a recuperare la corona di Kronika con la quale potrà forgiare la Nuova Era; i tre si ritrovano nell'arena proprio durante lo scontro tra Kitana e Shao Kahn. Il trio richiede in seguito l'appoggio di Sheeva per purificare il revenant di Sindel, cosa che tentano di fare in segreto, sapendo che Kitana non approverebbe; la ragazza scopre le intenzioni di Sheeva e la affronta venendo però sconfitta. Tornata in vita, Sindel riabraccia Kitana, felice di poter rivedere sua madre di cui però ignora la vera natura. Sindel infatti, mentre si fanno i preparativi per la battaglia finale, libera Shao Kahn, di cui era veramente innamorata, e porta dalla sua parte gli Shokan coi i quali inizia a fare strage tra gli eroi. Sconvolta nell'apprendere la verità su sua madre, Kitana viene da lei sconfitta mentre Shao Kahn sconfigge Liu Kang, per poi riprendersi il comando dell'esercito del Regno Esterno. Shao Kahn e Sindel uccideranno in seguito i revenant rimasti, tra cui quello di Kitana, prima di essere traditi da Shang Tsung.
In Mortal Kombat 1 Kitana viene mostrata all'interno del trailer.

## Apparizioni
- Mortal Kombat II
- Ultimate Mortal Kombat 3
- Mortal Kombat Trilogy
- Mortal Kombat 4 (cameo)
- Mortal Kombat Gold
- Mortal Kombat Deadly Alliance
- Mortal Kombat Armageddon
- Mortal Kombat Shaolin Monks
- Mortal Kombat vs DC Universe
- Mortal Kombat (2011)
- Mortal Kombat X
- Mortal Kombat 11
- Mortal Kombat 1